# El Tular, Santiago Tuxtla
El Tular är en ort i Mexiko.   Den ligger i kommunen Santiago Tuxtla och delstaten Veracruz, i den sydöstra delen av landet, 400 km öster om huvudstaden Mexico City. El Tular ligger 19 meter över havet och antalet invånare är 277.
Terrängen runt El Tular är platt. Runt El Tular är det ganska tätbefolkat, med 104 invånare per kvadratkilometer. Närmaste större samhälle är Francisco I. Madero, 9,7 km öster om El Tular. Omgivningarna runt El Tular är en mosaik av jordbruksmark och naturlig växtlighet.